# 2. Frauen-Bundesliga 2019/20
Die Saison 2019/20 war die 16. Spielzeit der 2. Bundesliga im Frauenfußball und die zweite als eingleisige Liga. Sie begann am 10. August 2019 und sollte am 24. Mai 2020 enden. Meister und Vizemeister steigen in die Bundesliga auf, während die drei letztplatzierten Vereine in die Regionalliga absteigen sollten.
Nachdem die Saison im März 2020 aufgrund der COVID-19-Pandemie zunächst unterbrochen worden war, wurde auf einem außerordentlichen DFB-Bundestag am 25. Mai entschieden, sie vorzeitig abzubrechen. Gewertet wurde die Saison mit Stand des 16. Spieltags. Werder Bremen und der SV Meppen stiegen in die 1. Bundesliga auf. Der Abstieg wurde ausgesetzt.

## Teilnehmer

### Mannschaften
Für die 2. Frauen-Bundesliga 2019/20 qualifizierten sich folgende Mannschaften:
- Die beiden direkten Absteiger aus der Bundesliga 2018/19.
  -  Werder Bremen
  -  Borussia Mönchengladbach
- Die neun Mannschaften, die in der Saison 2018/19 die Plätze 3 bis 11 belegten, bzw. Vereine, die die Saison auf den Plätzen 1 und 2 beendeten, aber nicht aufstiegsberechtigt waren.
  -  FC Bayern München II
  -  VfL Wolfsburg II
  -  SV Meppen
  -  TSG 1899 Hoffenheim II
  -  1. FFC Turbine Potsdam II
  -  1. FC Saarbrücken
  -  FSV Gütersloh 2009
  -  1. FFC Frankfurt II
  -  BV Cloppenburg
- Die drei Sieger der Aufstiegsrunde zur 2. Frauen-Bundesliga 2019/20 wurden zwischen den fünf Meistern der Regionalligen Nord, Nordost, West, Südwest und Süd sowie dem Vizemeister der Regionalliga West (gemäß Leistungstabelle der Regionalligen) ermittelt.
  -  SG 99 Andernach
  - Arminia Bielefeld
  -  FC Ingolstadt 04

### Spielstätten
| Verein                    | Stadion                     | Kapazität |
| ------------------------- | --------------------------- | --------- |
| VfL Wolfsburg II          | VfL-Stadion am Elsterweg    | 17.600    |
| SG 99 Andernach           | Stadion am Bassenheimer Weg | 15.220    |
| Borussia Mönchengladbach  | Grenzlandstadion            | 10.000    |
| 1. FC Saarbrücken         | Stadion Kieselhumes         | 06.000    |
| 1. FFC Frankfurt II       | Stadion am Brentanobad      | 05.650    |
| Werder Bremen             | Weserstadion Platz 11       | 05.500    |
| BV Cloppenburg            | M&P Baudesign Arena         | 05.001    |
| FSV Gütersloh 2009        | Tönnies-Arena               | 03.562    |
| FC Bayern München II      | Sportpark Aschheim          | 03.000    |
| Arminia Bielefeld         | EDImedienArena              | 02.500    |
| TSG 1899 Hoffenheim II    | Ensinger Stadion            | 02.000    |
| 1. FFC Turbine Potsdam II | Sportforum in der Waldstadt | 02.000    |
| SV Meppen                 | Esterfelder Sportpark       | 01.500    |
| FC Ingolstadt 04          | Audi-Sportpark, Platz 5     | .00500    |

## Statistiken

### Tabelle
Der Tabellenstand nach dem Corona-Abbruch ist zugleich die Endtabelle der Saison. Der SV Meppen stieg als Viertplatzierter in die Bundesliga auf, da die Zweitvertretungen des VfL Wolfsburg und der TSG Hoffenheim nicht aufstiegsberechtigt waren. Aufgrund des Saisonabbruchs hat der DFB auf einem außerordentlichen Bundestag entschieden, dass es keine Absteiger geben und die 2. Bundesliga in der Saison 2020/21 aufgestockt werde.
| Pl.                                 | Verein                       | Sp. | S  | U | N  | Tore    | Diff. | Punkte |
| ----------------------------------- | ---------------------------- | --- | -- | - | -- | ------- | ----- | ------ |
| 1.                                  | Werder Bremen (A)            | 16  | 12 | 4 | 0  | 045:130 | +32   | 40     |
| 2.                                  | VfL Wolfsburg II             | 16  | 9  | 2 | 5  | 032:160 | +16   | 29     |
| 3.                                  | TSG 1899 Hoffenheim II       | 16  | 8  | 5 | 3  | 037:270 | +10   | 29     |
| 4.                                  | SV Meppen                    | 16  | 8  | 3 | 5  | 029:270 | +2    | 27     |
| 5.                                  | Borussia Mönchengladbach (A) | 16  | 8  | 2 | 6  | 030:320 | −2    | 26     |
| 6.                                  | FC Ingolstadt 04 (N)         | 16  | 6  | 4 | 6  | 033:320 | +1    | 22     |
| 7.                                  | 1. FFC Turbine Potsdam II    | 16  | 7  | 1 | 8  | 039:430 | −4    | 22     |
| 8.                                  | FC Bayern München II (M)     | 16  | 6  | 3 | 7  | 024:320 | −8    | 21     |
| 9.                                  | FSV Gütersloh 2009           | 16  | 6  | 2 | 8  | 028:280 | ±0    | 20     |
| 10.                                 | BV Cloppenburg               | 16  | 3  | 7 | 6  | 027:380 | −11   | 16     |
| 11.                                 | SG 99 Andernach (N)          | 16  | 5  | 1 | 10 | 027:400 | −13   | 16     |
| 12.                                 | 1. FC Saarbrücken            | 16  | 5  | 1 | 10 | 026:390 | −13   | 16     |
| 13.                                 | 1. FFC Frankfurt II          | 16  | 3  | 6 | 7  | 028:320 | −4    | 15     |
| 14.                                 | Arminia Bielefeld (N)        | 16  | 4  | 3 | 9  | 027:330 | −6    | 15     |
| Quelle: dfb.de, Stand: 1. März 2020 |                              |     |    |   |    |         |       |        |

| Zum Saisonende 2019/20:                             |                                              |
| Aufstieg in die Fußball-Bundesliga 2020/21 (Frauen) |                                              |
|                                                     |                                              |
| Zum Saisonende 2018/19:                             |                                              |
| (A)                                                 | Absteiger aus der Fußball-Bundesliga 2018/19 |
| (M)                                                 | Meister der 2. Bundesliga 2018/19            |
| (N)                                                 | Aufsteiger aus der Regionalliga 2018/19      |

### Torschützenliste
| Pl. | Nat.                                                 | Spieler                                                       | Verein                                                                  | Tore |
| --- | ---------------------------------------------------- | ------------------------------------------------------------- | ----------------------------------------------------------------------- | ---- |
| 1   | Deutschland                                          | Laura Lindner                                                 | 1. FFC Turbine Potsdam II                                               | 16   |
| 2   | Deutschland                                          | Sarah Grünheid                                                | Arminia Bielefeld                                                       | 14   |
| 3   | Deutschland                                          | Selina Cerci                                                  | Werder Bremen                                                           | 13   |
| 4   | Deutschland                                          | Ramona Maier                                                  | FC Ingolstadt 04                                                        | 10   |
| 5   | Deutschland                                          | Marlene Müller                                                | 1. FFC Turbine Potsdam II                                               | 9    |
| 6   | Jordanien Deutschland Vereinigte Staaten Deutschland | Sarah Abu Sabbah Chiara Loos Jannelle Flaws Giovanna Hoffmann | Borussia Mönchengladbach 1. FC Saarbrücken BV Cloppenburg Werder Bremen | 8    |
| 7   | Deutschland Deutschland Deutschland                  | Maike Berentzen Cindy König Annalena Rieke                    | Werder Bremen SV Meppen Werder Bremen                                   | 7    |